# Wyżyna Mirowsko-Olsztyńska
Wyżyna Mirowsko-Olsztyńska (341.311) – wyżyna (mikroregion fizycznogeograficzny), będąca północno-zachodnią częścią Wyżyny Częstochowskiej. Od wschodu przechodzi w Równinę Janowską, od południa w Wyżynę Ryczowską. Wydzielenie takich mikroregionów zaproponował Zdzisław Czeppe w 1972 roku.
Wyżyna Mirowsko-Olsztyńska charakteryzuje się występowaniem licznych ostańców i mogotów, na których często zlokalizowano zamki (Zamek w Olsztynie, Zamek w Mirowie, Zamek w Bobolicach, Zamek w Smoleniu, Zamek w Ogrodzieńcu). Większe zgrupowania tych skałek to Skały Olsztyńskie, Skały Mirowskie. W mikroregionie tym występują także inne formy rzeźby krasowej: jaskinie, schroniska, wywierzyska, leje krasowe. Część rejonu włączono w obszar Parku Krajobrazowego Orlich Gniazd, utworzono też cztery rezerwaty przyrody: Sokole Góry, Zielona Góra, Góra Zborów i Smoleń{.